# Perpétua de Hipona
Perpétua (morreu c. 423) foi uma abadessa romana tardia, filha de Santa Mônica e Patrício, e irmã de Agostinho de Hipona.

## Biografia
Embora a irmã de Agostinho seja mencionada por ele e Possídio, nenhum dos dois deu seu nome; os Bolandistas atribuem o nome Perpétua à tradição sagrada. Perpétua se casou e ficou viúva, depois se dedicou ao celibato e tornou-se chefe de um convento. Ela morreu por volta de 423. Em seus escritos, Agostinho nomeia seu irmão, Navigus. Possidius a descreve em sua Vita Augustini como "superior das servas até sua morte", apesar disso, nem ela, nem qualquer outra mulher, foi autorizada a permanecer no mosteiro de Agostinho. Ele argumentou que embora sua irmã, que estava vivendo uma vida santa, estivesse acima de "suspeitas malignas" - ela precisaria trazer criadas que poderiam prover a tentação.

## Impacto religioso
Perpétua era uma abadessa de uma ordem de virgens consagradas em Hipona. Este mosteiro era provavelmente próximo ao seu em Hipona. As sobrinhas de Agostinho e Perpétuas aderiram a esta fundação religiosa. O mosteiro também era conhecido por resgatar enjeitados. Este estabelecimento parece ter funcionado em linhas semelhantes ao seu - as freiras foram autorizadas a deixar o mosteiro para uma variedade de atividades, incluindo: visitar os banhos, a lavanderia e o culto em igrejas externas. Ele escreveu a Epístula 211 dirigida à ordem, após a morte de sua irmã, pois eles estavam sofrendo de dissidência interna. Pode-se argumentar que a influência de Perpétua foi mais forte após sua morte, com a escrita desta carta para sua comunidade. Ficou conhecido como a Regra das Freiras. Uma de suas principais advertências era o orgulho: quer você viesse de uma origem humilde ou rica, havia o perigo de se orgulhar de seu ascetismo, que desfez toda a sua sagrada obra.